# Cymindis altaica
Cymindis altaica es una especie de coleóptero de la familia Carabidae.

## Distribución geográfica
Habita en Mongolia y Rusia.